# 木島虎蔵
木島 虎蔵（虎藏、きじま とらぞう、1901年〈明治34年〉12月18日 - 1983年〈昭和58年〉7月29日）は、昭和期の鉄道技術者・官僚、実業家、政治家。参議院議員、日本通運会長。旧姓は上山。

## 経歴
鳥取県気高郡湖山村（現鳥取市）で農業・上山昇の二男として生まれ、八頭郡若桜町、木島可恵の養嗣子となる。1926年（大正15年）東京帝国大学工学部機械工学科を卒業。1929年（昭和4年）10月、高等試験行政科試験に合格し、1930年（昭和5年）東京帝国大学経済学部経済学科を卒業した。同年、鉄道省に入省し鉄道局技手に任官。
その後、金沢運輸事務所長、鉄道総局業務局保安課長、運転局運行課長、札幌鉄道局長、総裁室勤務、運輸総局輸送局長、日本国有鉄道理事などを歴任した。その他、日本電線監査役、車両電気協会顧問、日本鉄道技術協会参与などを務めた。
1953年（昭和28年）4月の第3回参議院議員通常選挙で全国区に無所属で出馬して当選し、自由民主党に所属し参議院議員に1期在任した。この間、第2次岸内閣法務政務次官、自民党鳥取県連会長などを務めた。
1968年（昭和43年）日本通運会長に就任し1974年（昭和49年）まで在任。その他、日ノ丸自動車取締役、興亜林産社長、大東京観光自動車社長、日ノ丸窯業社長、日本石油輸送顧問、日本航空顧問なども務めた。
1972年（昭和47年）春の叙勲で勲二等瑞宝章受章（勲五等からの昇叙）。
1983年（昭和58年）7月29日死去、81歳。死没日をもって従五位から従四位に叙される。

## 人物
趣味は柔道、ゴルフ、読書。住所は鳥取県八頭郡若桜町若桜、東京都中野区鷺宮1丁目、中野区若宮3丁目。

## 家族・親族
木島家
- 養父・可恵（1883年 - ?、鳥取県会議員、若桜銀行頭取）[11][12]

親戚
- 上山吉治（養蚕業）[5]

## 著作
- 『ダイヤの話』交友社、1941年。